# Dechen (cràter)
Dechen és un petit cràter d'impacte en forma de bol que es troba a la part nord-oest de l'Oceanus Procellarum, a prop de l'extremitat nord-oest de la Lluna. La vora del cràter es projecta lleugerament per sobre de la mar lunar circumdant, i el seu interior és simètric i gairebé sense trets distintius. Es troba al nord-est del cràter Harding, però està relativament aïllat.

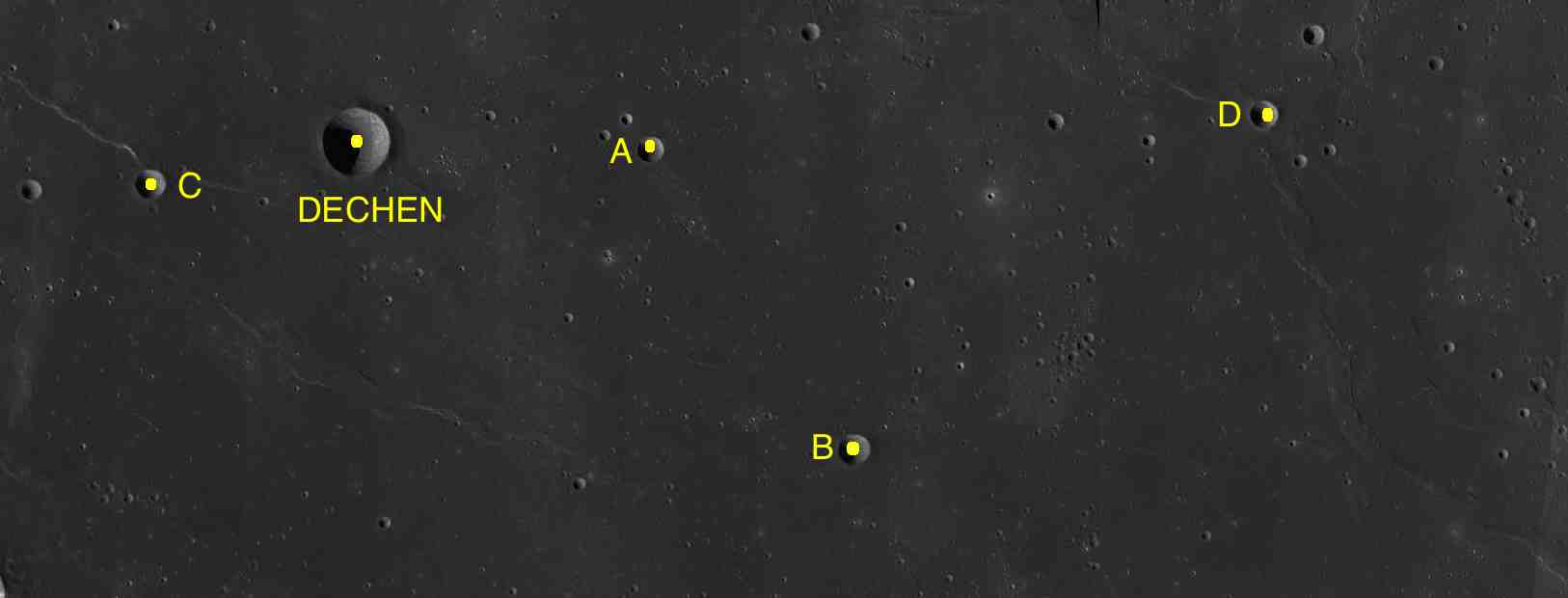
Cràters satèl·lit

## Cràters satèl·lit
Per convenció aquests elements són identificats en els mapes lunars posant la lletra en el costat del punt central del cràter que està més proper a Dechen.
| Dechen | Coordenades                          | Diàmetre |
| ------ | ------------------------------------ | -------- |
| A      | 46° 00′ N, 65° 42′ O / 46.0°N,65.7°O | 5 km     |
| B      | 44° 12′ N, 64° 18′ O / 44.2°N,64.3°O | 6 km     |
| C      | 45° 54′ N, 69° 54′ O / 45.9°N,69.9°O | 6 km     |
| D      | 46° 12′ N, 60° 30′ O / 46.2°N,60.5°O | 5 km     |